# Mariahilfer Straße

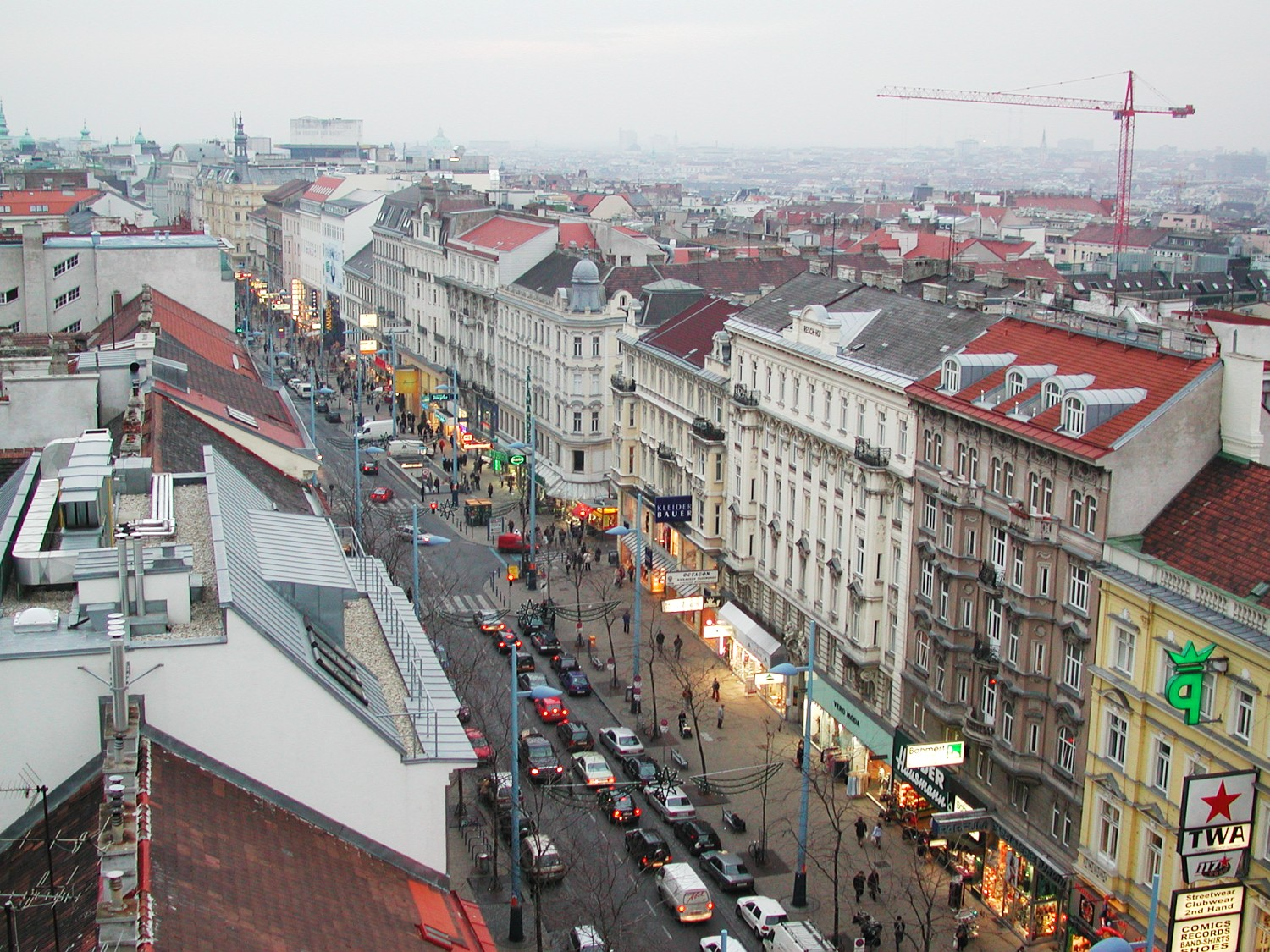
A „belső” Mariahilfer Sraße

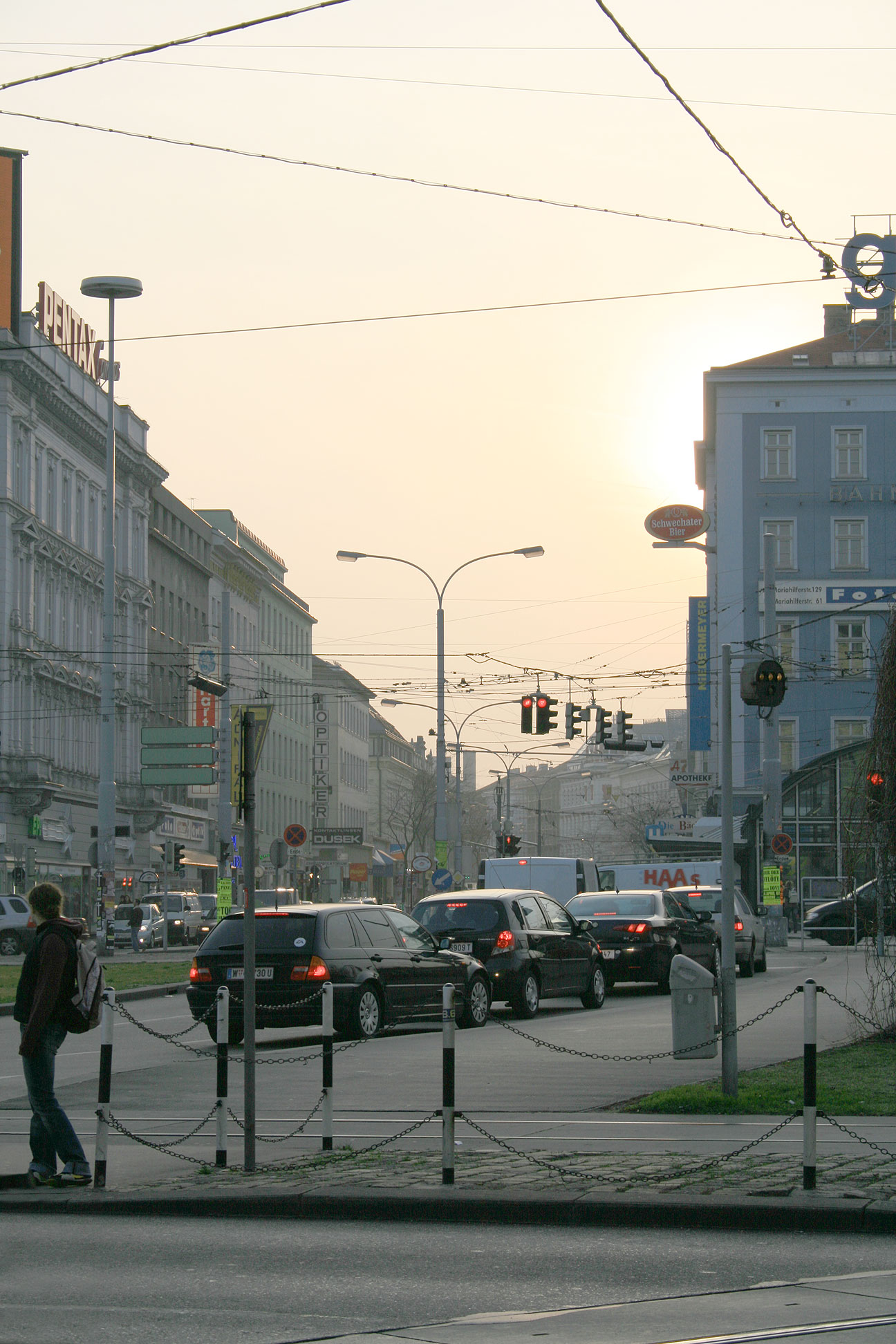
A Mariahilfer Straße a bécsi Nyugati Pályaudvar felől nézve

A Mariahilfer Straße Bécs egyik leghosszabb és legismertebb bevásárlóútja. A belvárost köti össze a külső Penzing kerülettel. Nevét (Máriasegíts-i út) az egykoron Bécs elővárosából 6. bécsi kerületté alakult Mariahilf település nevéből.

## Az út vonala
A bécsiek által Mahü-nek is nevezett útnak van egy belső (innere) és  egy külső (äußere) része. Ezeket a nem hivatalos megnevezéseket azonban mind a köznyelv, mind a média használja, illetve a város tömegközlekedésében is használatosak. 

### Mariahilfer Straße belső
A Mariahilfer Straße a mariahilfi (6. kerület) Gabonapiacnál (Getreidemarkt), illetve a neubaui (7. kerület) Múzeum téren (Museumsplatz) kezdődik, a bécsi körút közelében, a fent említett két kerület határaként, és az első rövid szakaszán erősen emelkedik egészen a Mariahilf Gürtelig.

### Mariahilfer Straße külső
Ez a rész a Mariahilfer Gürtelnél kezdődik és a Schloßalleeig tart a város nyugati felében. Bár itt is számtalan üzlet található, ezen az útszakaszon még sincsenek nagy nemzetközi üzletek. Ezen a szakaszon közlekedik a villamos is, a sűrűbben lakott belső részen leváltotta az U3-as metró.

## Külső hivatkozások
- A Mariahilfer Straße története (németül)
- Bécs 6. kerület, Mariahilfer Straße (németül)
- A Mariahilfer Straße Archiválva 2012. április 14-i dátummal a Wayback Machine-ben (németül)